# Cabinet de Travail (2014-2019)
Pour les articles homonymes, voir Cabinet de Travail I (en),Cabinet de Travail II (en),Cabinet de Travail III (en) et Cabinet de Travail IV (en).
Ordre de la Réforme (en)
Cabinet Indonésie Unie II (en) Cabinet Indonésie En avant
Le cabinet de Travail (indonésien : Kabinet Kerja) est le quarantième cabinet de la république d'Indonésie, et le sixième de l'Ordre de la Réforme (en). Constitué à la suite de l'élection présidentielle indonésienne de 2014, il est en fonction du 27 octobre 2014 au 20 octobre 2019 sous la direction du président Joko Widodo.

## Historique

### Contexte
Constitué à la suite des élections législatives d'avril 2014 et de l'élection présidentielle de juillet 2014, qui opposait Prabowo Subianto et Joko Widodo, il formé par ce dernier, vainqueur des élections.
Le 15 septembre 2014, le président élu déclare que son cabinet comptera 34 membres, dont 18 issus de milieux professionnels et 16 issus de partis politiques de sa coalition. La composition du cabinet devait initialement être annoncée le 22 octobre, mais a finalement été repoussée au 26, pour plusieurs raisons, dont notamment la décision du président de suivre l'avis de la Commission pour l’éradication de la corruption (KPK) et du Centre de rapport et d’analyse des transactions financières (en) (PPATK), afin de s’assurer que les personnes choisies n’avaient pas d'antécédents en matière de droits humains ou de corruption.
La KPK a déclaré que huit des personnes initialement choisies étaient « problématiques » et devaient être remplacées. En particulier, le général Wiranto, pressenti pour être ministre coordinateur chargé des Affaires politiques, juridiques et sécuritaires, était perçu comme problématique étant donné son implication dans les massacres et violations des droits humains lors du processus d'indépendance du Timor oriental en 1999, et a donc été écarté de la liste finale.

### Composition initiale
La composition du gouvernement a été annoncée le 26 octobre et la prise de fonction a eu lieu le lendemain. Le cabinet comprend alors 34 ministres : 4 ministres coordinateurs et 30 ministres (auxquels s'ajoutent 2 ministres délégués). Sur les 34 ministres, seuls 14 sont affiliés à un parti politique. Bien qu'il soit loin de la parité, avec 8 femmes pour 26 hommes (24 %, si on ne compte pas les ministres délégués), ce rapport est alors un record pour un cabinet indonésien. Pour la première fois, une femme est nommée ministre des Affaires étrangères. Vingt ministres ont moins de 45 ans au moment de leur nomination.
Contrairement aux cabinets précédents, Jokowi ne nomme pas de secrétaire de cabinet ni de porte-parole présidentiel. De même, il ne nomme pas de procureur général ni de directeur de l'Agence de renseignement intérieur,,. Un secrétaire de cabinet est finalement nommé peu de temps après, en novembre 2014.

### Remaniements
Jokowi remanie une première fois son cabinet le 12 août 2015, remplaçant cinq ministres et le secrétaire de cabinet.
Un deuxième remaniement ministériel plus important a lieu le 27 juillet 2016. Treize ministres et le secrétaire du cabinet sont remplacés. L'arrivée de Sri Mulyani au ministère des Finances porte à neuf le nombre de femmes ministres (26,5 %). Le général Wiranto, écarté de la composition initiale pour son implication dans des violations des droits humains, fait finalement son entrée au cabinet au poste de ministre coordinateur des Affaires politiques, juridiques et sécuritaires. Cette nomination est condamnée par Amnesty International, qui rappelle que ce ministère supervise plusieurs ministères et institutions publiques, dont le bureau du procureur général qui aurait pu inculper le général,.
En octobre 2016, un troisième poste de ministre délégué est créé.
Un troisième remaniement se produit le 17 janvier 2018, remplaçant deux ministres.

## Membres

### Direction du cabinet
| Président   | Président                        | Vice président                   | Vice président |
| ----------- | -------------------------------- | -------------------------------- | -------------- |
| Joko Widodo | portrait officiel de Joko Widodo | portrait officiel de Jusuf Kalla | Jusuf Kalla    |

### Ministres coordinateurs
| Portefeuille                                                               | Ministre | Ministre                                        | Parti       |
| -------------------------------------------------------------------------- | -------- | ----------------------------------------------- | ----------- |
| Ministre coordinateur des Affaires politiques, juridiques et sécuritaires  |          | Tedjo Edhy Purdijatno (en) (jusqu'en août 2015) | NasDem      |
| Ministre coordinateur des Affaires politiques, juridiques et sécuritaires  |          | Luhut Binsar Pandjaitan (jusqu'en juillet 2016) | Golkar      |
| Ministre coordinateur des Affaires politiques, juridiques et sécuritaires  |          | Wiranto                                         | Hanura (en) |
| Ministre coordinateur des Affaires économiques                             |          | Sofyan Djalil (jusqu'en août 2015)              | Indépendant |
| Ministre coordinateur des Affaires économiques                             |          | Darmin Nasution (en)                            | Indépendant |
| Ministre coordinateur des Affaires maritimes                               |          | Indroyono Soesilo (en) (jusqu'en août 2015)     | Indépendant |
| Ministre coordinateur des Affaires maritimes                               |          | Rizal Ramli (jusqu'en juillet 2016)             | Indépendant |
| Ministre coordinateur des Affaires maritimes                               |          | Luhut Binsar Pandjaitan                         | Golkar      |
| Ministre coordinatrice du Développement humain et des Affaires culturelles |          | Puan Maharani                                   | PDIP        |

### Ministres
| Portefeuille | Ministre | Ministre                                                     | Parti       |
| --- | -------- | ------------------------------------------------------------ | ----------- |
| Ministre du Secrétariat d'État                                                                                               |          | Pratikno                                                     | Indépendant |
| Ministre de l'Intérieur |          | Tjahjo Kumolo                                                | PDIP        |
| Ministre des Affaires étrangères                                                                                             |          | Retno Marsudi                                                | Indépendant |
| Ministre de la Défense |          | Ryamizard Ryacudu                                            | Indépendant |
| Ministre de la Justice et des Droits humains                                                                                 |          | Yasonna Laoly                                                | PDIP        |
| Ministre des Finances |          | Bambang Brodjonegoro (en) (jusqu'en juillet 2016)            | Indépendant |
| Ministre des Finances |          | Sri Mulyani Indrawati                                        | Indépendant |
| Ministre de l'Énergie et des Ressources minérales                                                                            |          | Sudirman Said (jusqu'en juillet 2016)                        | Indépendant |
| Ministre de l'Énergie et des Ressources minérales                                                                            |          | Arcandra Tahar (en) (jusqu'en août 2016)                     | Indépendant |
| Ministre de l'Énergie et des Ressources minérales                                                                            |          | Luhut Binsar Pandjaitan (par intérim, jusqu'en octobre 2016) | Golkar      |
| Ministre de l'Énergie et des Ressources minérales                                                                            |          | Ignasius Jonan                                               | Indépendant |
| Ministre de l'Industrie |          | Saleh Husin (en) (jusqu'en juillet 2016)                     | Hanura (en) |
| Ministre de l'Industrie |          | Airlangga Hartarto                                           | Golkar      |
| Ministre du Commerce |          | Rachmat Gobel (en) (jusqu'en août 2015)                      | Indépendant |
| Ministre du Commerce |          | Thomas Trikasih Lembong (en) (jusqu'en juillet 2016)         | Indépendant |
| Ministre du Commerce |          | Enggartiasto Lukita (en)                                     | NasDem      |
| Ministre de l'Agriculture |          | Amran Sulaiman (en)                                          | Indépendant |
| Ministre de l'Environnement et des Forêts                                                                                    |          | Siti Nurbaya Bakar                                           | NasDem      |
| Ministre des Transports (en)                                                                                                 |          | Ignasius Jonan (jusqu'en juillet 2016)                       | Indépendant |
| Ministre des Transports (en)                                                                                                 |          | Budi Karya Sumadi (en)                                       | Indépendant |
| Ministre des Affaires maritimes et de la Pêche (en)                                                                          |          | Susi Pudjiastuti                                             | Indépendant |
| Ministre de l'Emploi |          | Hanif Dhakiri (en)                                           | PKB         |
| Ministre des Travaux publics et du Logement                                                                                  |          | Basuki Hadimuljono                                           | Indépendant |
| Ministre de la Santé (en) |          | Nila Moeloek                                                 | Indépendant |
| Ministre de l’Éducation et de la Culture (en)                                                                                |          | Anies Baswedan (jusqu'en juillet 2016)                       | Indépendant |
| Ministre de l’Éducation et de la Culture (en)                                                                                |          | Muhadjir Effendy                                             | Indépendant |
| Ministre de la Planification terrestre et spatiale (Président de l'Agence nationale des Terres)                              |          | Ferry Mursyidan Baldan (id) (jusqu'en juillet 2016)          | NasDem      |
| Ministre de la Planification terrestre et spatiale (Président de l'Agence nationale des Terres)                              |          | Sofyan Djalil                                                | Indépendant |
| Ministre des Affaires sociales                                                                                               |          | Khofifah Indar Parawansa (jusqu'en janvier 2018)             | PKB         |
| Ministre des Affaires sociales                                                                                               |          | Idrus Marham (en) (jusqu'en août 2018)                       | Golkar      |
| Ministre des Affaires sociales                                                                                               |          | Agus Gumiwang Kartasasmita                                   | Golkar      |
| Ministre des Affaires religieuses (en)                                                                                       |          | Lukman Hakim Saifuddin (en)                                  | PPP         |
| Ministre de la Communication et de l'Informatique (en)                                                                       |          | Rudiantara (id)                                              | Indépendant |
| Ministre de la Recherche, des Technologies et de l’Éducation supérieure                                                      |          | Mohammad Nasir (en)                                          | Indépendant |
| Ministre des Coopératives et des Petites et Moyennes entreprises                                                             |          | Anak Agung Gede Ngurah Puspayoga (en)                        | PDIP        |
| Ministre de l'Empouvoirement des Femmes et de la Protection des enfants                                                      |          | Yohana Yembise (en)                                          | Indépendant |
| Ministre de la Réforme administrative et bureaucratique (en)                                                                 |          | Yuddy Chrisnandi (id) (jusqu'en juillet 2016)                | Hanura (en) |
| Ministre de la Réforme administrative et bureaucratique (en)                                                                 |          | Asman Abnur (id) (jusqu'en août 2018)                        | PAN         |
| Ministre de la Réforme administrative et bureaucratique (en)                                                                 |          | Syafruddin (id)                                              | Indépendant |
| Ministre des Villages, des Régions sous-développées et de la Transmigration                                                  |          | Marwan Ja'far (id) (jusqu'en juillet 2016)                   | PKB         |
| Ministre des Villages, des Régions sous-développées et de la Transmigration                                                  |          | Eko Putro Sandjojo (id)                                      | PKB         |
| Ministre de la Planification de Développement national (Président de l'Agence de la Planification de Développement national) |          | Andrinof Chaniago (id) (jusqu'en août 2015)                  | Indépendant |
| Ministre de la Planification de Développement national (Président de l'Agence de la Planification de Développement national) |          | Sofyan Djalil (jusqu'en juillet 2016)                        | Indépendant |
| Ministre de la Planification de Développement national (Président de l'Agence de la Planification de Développement national) |          | Bambang Brodjonegoro (en)                                    | Indépendant |
| Ministre des Entreprises publiques (en)                                                                                      |          | Rini Soemarno                                                | Indépendant |
| Ministre du Tourisme (en) |          | Arief Yahya (en)                                             | Indépendant |
| Ministre de la Jeunesse et des Sports                                                                                        |          | Imam Nahrawi (id)                                            | PKB         |

### Ministres délégués
| Portefeuille                                              | Ministre | Ministre                                      | Parti       |
| --------------------------------------------------------- | -------- | --------------------------------------------- | ----------- |
| Ministre délégué des Finances                             |          | Mardiasmo (id)                                | Indépendant |
| Ministre délégué des Affaires étrangères                  |          | Abdurrahman Mohammad Fachir (id)              | Indépendant |
| Ministre délégué de l'Énergie et des Ressources minérales |          | Arcandra Tahar (id) (à partir d'octobre 2016) | Indépendant |

### Autres postes
| Portefeuille                     | Ministre | Ministre                                                                | Parti       |
| -------------------------------- | -------- | ----------------------------------------------------------------------- | ----------- |
| Secrétaire du cabinet            |          | Andi Widjajanto (id) (à partir d'octobre 2016, jusqu'en août 2015)      | Indépendant |
| Secrétaire du cabinet            |          | Pramono Anung                                                           | PDIP        |
| Secrétaire de la Présidence (en) |          | Luhut Binsar Pandjaitan (à partir de décembre 2014, jusqu'en août 2015) | Golkar      |
| Secrétaire de la Présidence (en) |          | Teten Masduki (id) (jusqu'en janvier 2018)                              | Indépendant |
| Secrétaire de la Présidence (en) |          | Moeldoko (id)                                                           | Hanura (en) |
| Porte-parole présidentiel        |          | Johan Budi (id) (à partir de janvier 2016)                              | Indépendant |